# دهستان آهندان
آهندان نام دهستانی است در بخش مرکزی شهرستان لاهیجان در استان گیلان.
آهندان دهستانی واقع در جنوب لاهیجان است که از ۴۰ روستا تشکیل شده‌است. در روستای آهندان ۴۷۲ خانوار و حدوداً ۱۹۶۵ نفر جمعیت زندگی می‌کنند.
آهندان یکی از چهار دهستان شهرستان لاهیجان است که در کنار دهستان های لیالستان، لفمجان، لیل بافت بخش مرکزی این شهرستان را تشکیل داده است.

## دهستان‌هایدیگر این بخش (بخش مرکزی)
- لفمجان
- لیالستان
- لیل

## مناطق مختلف این دهستان
- جاده به جور
- جاده به جیر
- چیلی
- سنگ سر
- کوتی کوف
- جیر لات
- میراث محله